# Rumäniens herrlandslag i rugby union
Rumäniens herrlandslag i rugby union representerar Rumänien i rugby union på herrsidan. Laget har varit med i alla världsmästerskap som har spelats hittills.
Laget spelade sin första match den 2 juli 1920 i Antwerpen under den olympiska turneringen, och förlorade med 5-48 mot en fransk kombination. Största segern togs mot Bulgarien den 21 september 1976, då Rumänien vann med 100-0. Största förlusten skedde den 17 november 2001, då England vann med 134-0.